# Juan Mesa
Juan Mesa Gil (6 de julio de 1934, Algeciras) futbolista español, fue presidente del Real Oviedo entre 2005 y 2007. También tiene el honor de haber sido el socio número 24 del Oviedo ACF, equipo creado por la corporación municipal con el fin de suplantar al verdadero club de la ciudad, el Real Oviedo.

## Biografía
Antiguamente futbolista del Real Oviedo (década de los 60), ocupando sobre el campo la posición de portero. Tras acabar su carrera deportiva decidió instalarse en la capital del Principado, desarrollando funciones como entrenador, secretario técnico, directivo, gerente y presidente del Real Oviedo desde al año 2005 al 2007.
Tras su elección como presidente por parte del responsable de la entidad Celso González, manifestó públicamente su intención de reconducir la situación del equipo, contribuyendo con su experiencia a una reestructuración imprescindible tras la peor crisis del Real Oviedo en su historia.
Oviedo ACF el comisario del museo del club.
- Datos: Q21450626